# Moussa Koita
Moussa Koita (19 november 1982) is een profvoetballer met een dubbele Frans-Senegalese nationaliteit. Hij speelt als spits in dienst van Olympiakos Nicosia.
In het seizoen 2007-2008 scoorde hij voor RE Virton 15 keer in 32 wedstrijden. In het seizoen 2008-2009 deed hij dit zestien keer in 31 competitieduels en nog één keer in de degradatie-eindronde. Eerder kwam Koita uit voor de Franse teams CS Sedan Ardennes (B-elftal), FC Mulhouse, AS Pierrots Vauban Strasbourg en SC Schiltigheim.

## Spelerscarrière
| seizoen | club                          | land      | competitie          | wed. | goals |
| ------- | ----------------------------- | --------- | ------------------- | ---- | ----- |
| 2001/02 | Saint Denis Union Sport       | Frankrijk | -                   | 25   | 20    |
| 2002/03 | Thaon-les-Vosges              | Frankrijk | CFA                 | 10   | 6     |
| 2003/04 | Thaon-les-Vosges              | Frankrijk | CFA                 | 20   | 13    |
| 2004/05 | FC Mulhouse                   | Frankrijk | CFA 2               | 20   | 15    |
| 2005/06 | AS Pierrots Vauban Strasbourg | Frankrijk | CFA 2               | 21   | 9     |
| 2006/07 | SC Schiltigheim               | Frankrijk | CFA 2               | 25   | 6     |
| 2007/08 | RE Virton                     | BEL       | Exqi league         | 32   | 15    |
| 2008/09 | RE Virton                     | BEL       | Exqi league         | 31   | 16    |
| 2009/10 | KRC Genk                      | BEL       | Jupiler league      | 20   | 2     |
| 2009/10 | → Sporting Charleroi          | BEL       | Jupiler league      | 2    | 0     |
| 2010/11 | Tsjernomorets 919 Boergas     | BUL       | A Gruppa            | 22   | 2     |
| 2011/12 | Olympiakos Nicosia            | CYP       | Marfin Laiki League | 7    | 1     |
|         |                               |           | Totaal              | 235  | 105   |

Laatst bijgewerkt 19-06-11